# Szahba (dystrykt)
Szahba – jedna z 3 jednostek administracyjnych drugiego rzędu (dystrykt) muhafazy As-Suwajda w Syrii.
W 2004 roku dystrykt zamieszkiwało 71 949 osób.